# Жанакоргански район
Жанакоргански район (на казахски: Жаңақорған ауданы) е съставна част на Къзълординска област, Казахстан, с обща площ 16 740 км2 и население 84 368 души (по приблизителна оценка към 1 януари 2020 г.). Административен център е Жанакорган.